# Biblioteca Nacional da Dieta

A Biblioteca Nacional da Dieta (国立国会図書館, Kokuritsu Kokkai Toshokan, NDL) é a biblioteca parlamentar da Dieta Nacional do Japão, para auxiliar seus membros nas atividades da administração pública. Ela foi fundada em 1948 pela Lei da Biblioteca Nacional da Dieta, de acordo com o artigo 130 da Lei da Dieta, que declara em parte que "a Biblioteca Nacional da Dieta será estabelecida na Dieta por uma lei separada, a fim de ajudar os Membros da Dieta em seus estudos e pesquisas". Esta biblioteca é a única biblioteca nacional do Japão. O seu propósito é similar ao da Biblioteca do Congresso dos Estados Unidos. Conta com duas instalações principais em Tóquio e Kyoto, e outras pequenas sucursais.

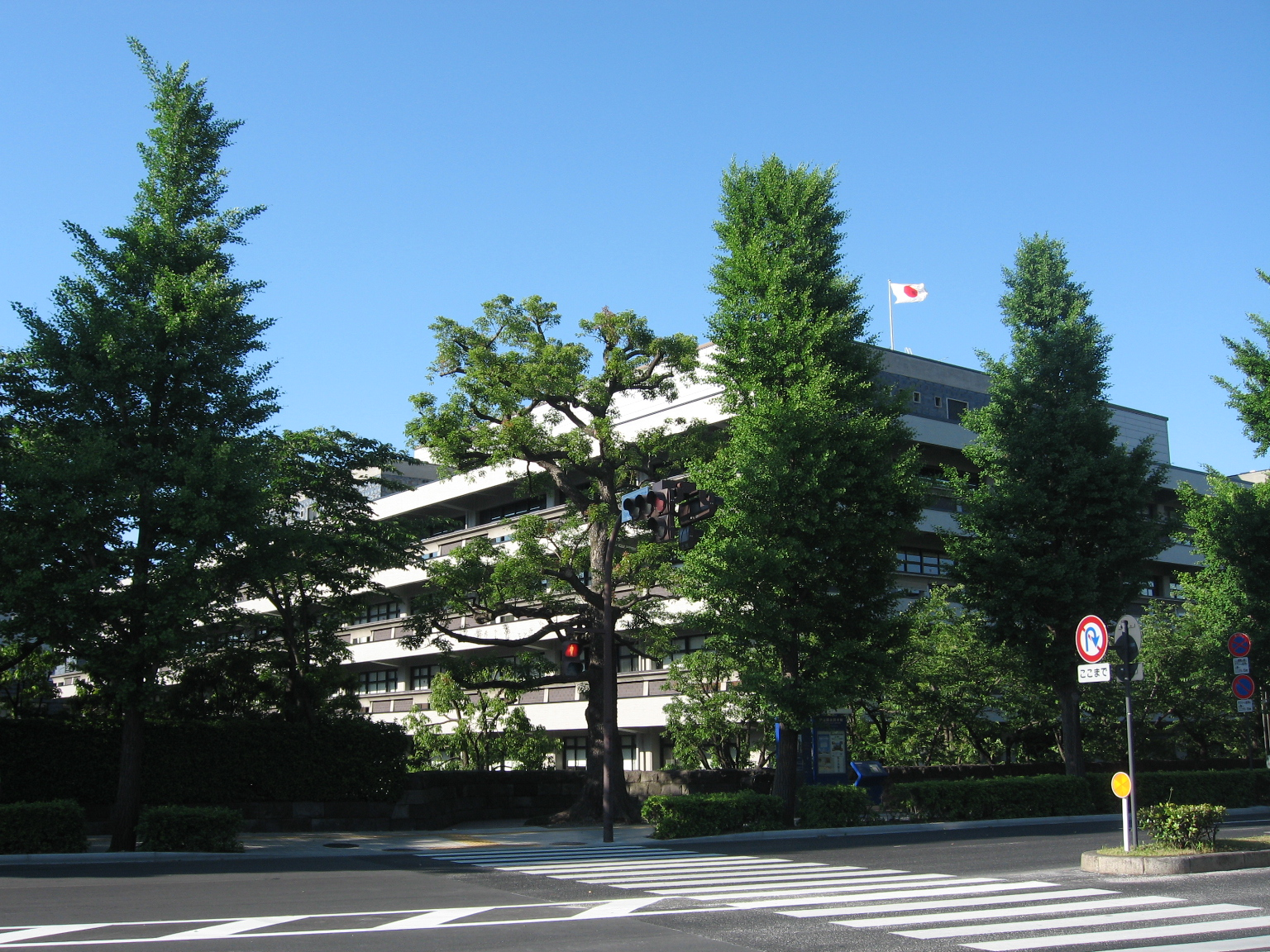
Edifício da Biblioteca Nacional da Dieta do Japão, em Tóquio.

## História
Em sua origem, a Biblioteca Nacional da Dieta foi formada pelos acervos da Biblioteca Imperial, estabelecida em 1872 sob o Ministério da Educação, e das bibliotecas da Câmara dos Pares e da Câmara dos Deputados na antiga Dieta Imperial criada em 1890, a partir do conselho de especialistas de bibliotecas dos Estados Unidos. Em junho de 1948, a Biblioteca Nacional da Dieta foi aberta ao público usando o Palácio Akasaka. Em agosto de 1961, após a conclusão da primeira fase da construção da biblioteca no atual local de Nagata-chō, a biblioteca iniciou seu serviço completo como a principal biblioteca do Japão, com um acervo de cerca de dois milhões de livros, incluindo coleções transferidas da antiga Biblioteca de Ueno e outras bibliotecas. Em 1968, no 20º aniversário, o atual prédio principal foi erguido. Devido o aumento contínuo das coleções, o anexo adjacente foi concluído em 1986 para acomodar um total de 12 milhões de volumes. Em outubro de 2002, a unidade de Kansai-kan foi aberta na Cidade Científica de Kansai (Seika-chō, Soraku-gun, Prefeitura de Kyoto). A antiga Biblioteca de Ueno foi transformada na Biblioteca Internacional de Literatura Infantil (a primeira biblioteca nacional infantil), que foi parcialmente aberta em maio de 2000 e totalmente aberta em maio de 2002.